# Ruth Hanna McCormick
Pour les articles homonymes, voir McCormick.
Ruth Hanna McCormick, née Ruth Hanna, également connue sous le nom de Ruth Hanna McCormick Simms, le 27 mars 1880 à Cleveland et morte le 31 décembre 1944 à Chicago, est une femme politique, féministe et éditrice américaine.

## Biographie
Elle est une militante du droit de vote des femmes.
Elle sert un mandat à la Chambre des représentants des États-Unis, remportant un siège dans l'Illinois en 1928. Elle renonce à la possibilité de se présenter à sa réélection, préférant briguer un siège au Sénat des États-Unis, dans l'Illinois. Elle bat le sénateur sortant Charles Deneen à la primaire républicaine, devenant ainsi la première femme candidate au Sénat pour un « grand » parti (Rebecca Latimer Felton, sénatrice en 1922, avait été nommée). Mais elle perd toutefois l'élection générale. Une décennie plus tard, elle devient la première femme à gérer une campagne présidentielle, bien que son candidat, Thomas Dewey, ne remporte pas la nomination de son parti.
Son premier mari, Joseph McCormick, est sénateur dans l'Illinois de 1919 à 1925. Son père, qui l'a beaucoup inspirée, est Marcus Hanna, sénateur dans l'Ohio à plusieurs reprises. Sa fille est Bazy Tankersley, une éleveuse de chevaux réputée. Elle s'est remariée avec l'élu du Nouveau-Mexique Albert G. Simms (en).